# Rheinmetall Rh-120
Le Rh-120 est un canon de char d'un calibre de 120 mm, à âme lisse, développé par la firme allemande Rheinmetall à la fin des années 1960 pour armer le char Leopard 2.

## Historique
Le développement du canon Rh-120 débute en 1964, il est développé parallèlement au Rh-105 de 105 mm, un canon à âme lisse qui armera les prototypes de première génération du char Leopard 2 construits au début des années 1970. Les essais balistiques du canon Rh-120 ont lieu en 1974. En 1979, le Leopard 2, armé du canon Rh-120 L44, entre en service dans la Bundeswehr. Le Rh-120 L44 est produit sous licence au Japon par la société Japan Steel Works pour le char de combat Mitsubishi Type 90.

## Versions
- Rh-120 L44 : modèle original possédant un canon d'une longueur de 44 calibres. Sa pression maximale admissible en chambre est de 670 MPa.
- Rh-120 L55 : développé à partir de 1992[1], il possède un tube rallongé de 132 cm afin d'augmenter la vitesse initiale des obus tirés. Sa pression maximale admissible en chambre de 700 MPa, son effort de recul étant plus conséquent, il possède de nouveaux freins de tir K900. L'âme du canon est partiellement chromée et le revêtement à son extrémité est durci au laser.  Il arme les chars Leopard 2A6.
- Rh-120 L55A1 : version modifiée du L55 possédant une pression maximale admissible en chambre de 735 MPa. Sa culasse a été renforcée et les freins de tir ont été modifiés. Il est conçu pour tirer des obus-flèches utilisant des poudres plus énergétiques telles que celle employée par l'obus-flèche DM73. Ce canon est monté sur le Leopard 2A7V à partir de 2018.
- Rh-120 LLR : version à faible effort de recul pouvant être montée sur des blindés de 20 tonnes. Ce modèle possède une longueur de 47 calibres et est reconnaissable par son frein de bouche à ouïes. L'effort de recul est de 18 tonnes seulement[1].